# دوروتيا أوستين
دوروتيا أوستين (بالإنجليزية: Dorothea Austin)‏ هي عازفة بيانو وملحنة أمريكية، ولدت في 1921، وتوفيت في 25 يونيو 2011.